# Dennis Schouten
Dennis Jan Schouten (Enschede, 20 juli 1995) is een Nederlandse verslaggever en mediapersoonlijkheid. Hij was van 2016 tot 2020 actief bij PowNed en presenteert sinds 2020 samen met Jan Roos de online videoserie RoddelPraat. Daarnaast neemt Schouten incidenteel deel aan televisieprogramma's.

## Levensloop

### Jeugd
Schouten groeide op in Glanerbrug en behaalde een diploma filiaalmanager op het ROC van Twente te Hengelo. In 2014 startte hij zijn eigen YouTube-kanaal, GeenCommentaar. Begin 2016 stopte hij met zijn opleiding Media, Informatie en Communicatie aan Saxion Hogescholen om als verslaggever bij PowNed te werken.

### Carrière
Bij PowNed was Schouten verslaggever en maakte hij webseries, waaronder Dennis in Albufissa (2018) en Dennis in Cherso (2020). Hij financierde Dennis in Albufissa gedeeltelijk zelf.
Naast zijn werk voor PowNed was hij verslaggever bij Veronica Inside. Tijdens de opnames van een item met voetballer Dico Koppers kreeg hij een TIA. De beelden hiervan deelde hij zelf. Veronica Inside won in 2020 de Gouden RadioRing na een campagne waarin Schouten en Wilfred Genee het nummer Jij krijgt die ring niet van mij cadeau opnamen.
Schouten was ook te zien in verschillende televisieprogramma's. In 2019 deed hij mee aan De slechtste chauffeur van Nederland op RTL 5. In 2021 nam hij deel aan het 21e seizoen van Expeditie Robinson, maar moest de expeditie vroegtijdig verlaten vanwege gezondheidsproblemen. Hij verscheen ook in Het Jachtseizoen van StukTV en speelde Barabbas in The Passion 2022. In 2024 was Schouten te gast in het televisieprogramma De Kist.
In 2024 kregen Schouten en Jan Roos een boete van €2000 vanwege beledigende uitspraken over een buurman in RoddelPraat. Ze vergeleken hem met een SS'er en beschuldigden hem van ongepaste interesses. Daarnaast moesten zij €1000 schadevergoeding betalen.

### Privéleven
Schouten maakte in 2024 in RoddelPraat zijn voornemen bekend om op termijn een einde aan zijn leven te maken. Hij verklaarde jarenlang te hebben geworsteld met depressies en geen geluk te hebben gevonden, ondanks pogingen zijn situatie te verbeteren. Dit beschreef hij in zijn biografie Dennis Beschadigd Op Weg Naar De Dood. In maart 2025 maakte hij bekend geen doodswens meer te hebben. Hij noemde het boek misschien wel het stomste wat hij ooit gedaan heeft.
Als kind kreeg Schouten de diagnose PDD-NOS en gebruikte hij medicijnen zoals Ritalin, wat volgens hem bijdroeg aan zijn latere psychische problemen.

### Bokswedstrijden
In het kader van Roddelpraat hebben Schouten en Roos in juli 2025 een bokswedstrijd gehouden. Schouten liep daarbij een hersenschudding op. Er staat ook nog een bokswedstrijd gepland van Schouten tegen Rob Goossens bij het evenement Boxing Influencers in oktober.